# Äldre svensk musik
Äldre svensk musik („Ältere schwedische Musik“) ist eine von der Svenska Samfundet for Musikforskning (Schwedische Gesellschaft für Musikforschung) herausgegebene Reihe mit älterer schwedischer Musik. Sie erschien in Stockholm (1935–1945) und umfasst neun Hefte.

## Inhaltsübersicht
- 1.–5. Werke von Johan Helmich Roman (I, 1935, Sonata a tre; II–III, 1935, Partitur u. Kl.-A. d. V.-Konzertes D-moll; IV, 1935, Sinfonia per la chiesa; V, 1938, Jubilate-Psalm 100 in Partitur u. Kl.-A.);
- 6. (1940), Jean Martin de Ron, Streichquartett F-moll (Partitur);
- 7. (1941), Anders Wesström, Streichquartett E-Dur (Partitur);
- 8.–9. (1944/45), Johan Helmich Roman, 2 Psalmen (Partitur mit Kl.-A.)